# Brygadzista
Brygadzista – kierownik brygady roboczej, osoba odpowiedzialna za nadzorowanie pracy wykonywanej przez brygadę robotników. Brygadziści są zatrudniani m.in. w firmach produkcyjnych i budowlanych. Pracę wykonują na obszarze zakładu pracy oraz w terenie.
W zakresie obowiązków brygadzisty leżą następujące zadania:
- organizacja pracy zespołu,
- koordynowanie zadań,
- udział w prowadzonych przez zespół pracach,
- nadzór nad postępem zleconych prac,
- kontrola jakości wykonywanych prac,
- prowadzenie dokumentacji,
- raportowanie,
- czytanie i objaśnianie rysunków technicznych,
- kontrola nad przestrzeganiem zasad BHP w zespole,
- zapewnienie dostępu do potrzebnych narzędzi oraz kontrola ich stanu technicznego,
- reprezentowanie interesów zespołu przed osobami na stanowiska kierowniczych,
- ustalanie planu pracy z kierownictwem wyższego szczebla,
- kontrola dostępu do środków ochrony osobistej pracowników.

## Brygadzista a kierownik
Zakres obowiązków brygadzisty pokrywa się częściowo z zadaniami, wykonywanymi przez kadrę kierowniczą. Wśród nich można wyróżnić przydzielanie zadań pracownikom, nadzór nad postępem i jakością wykonywanej pracy. Brygadzista jednak wykonuje prace wraz z zespołem pracowników, co go odróżnia od kierownika.